# Thomas Königshofer
Thomas Königshofer (ur. 1 czerwca 1969 w Wiedniu) – austriacki kolarz torowy, brązowy medalista mistrzostw świata.

## Kariera
Największym sukcesem w karierze Thomasa Königshofera było zdobycie brązowego medalu wyścigu ze startu zatrzymanego amatorów podczas mistrzostw świata w Lyonie w 1989 roku. W wyścigu tym uległ jedynie swemu bratu Rolandowi oraz Włochowi Tonino Vittigliemu. Był to jedyny medal zdobyty przez Thomasa na międzynarodowej imprezie. Nigdy nie startował na igrzyskach olimpijskich.